# Бад-Ласфе

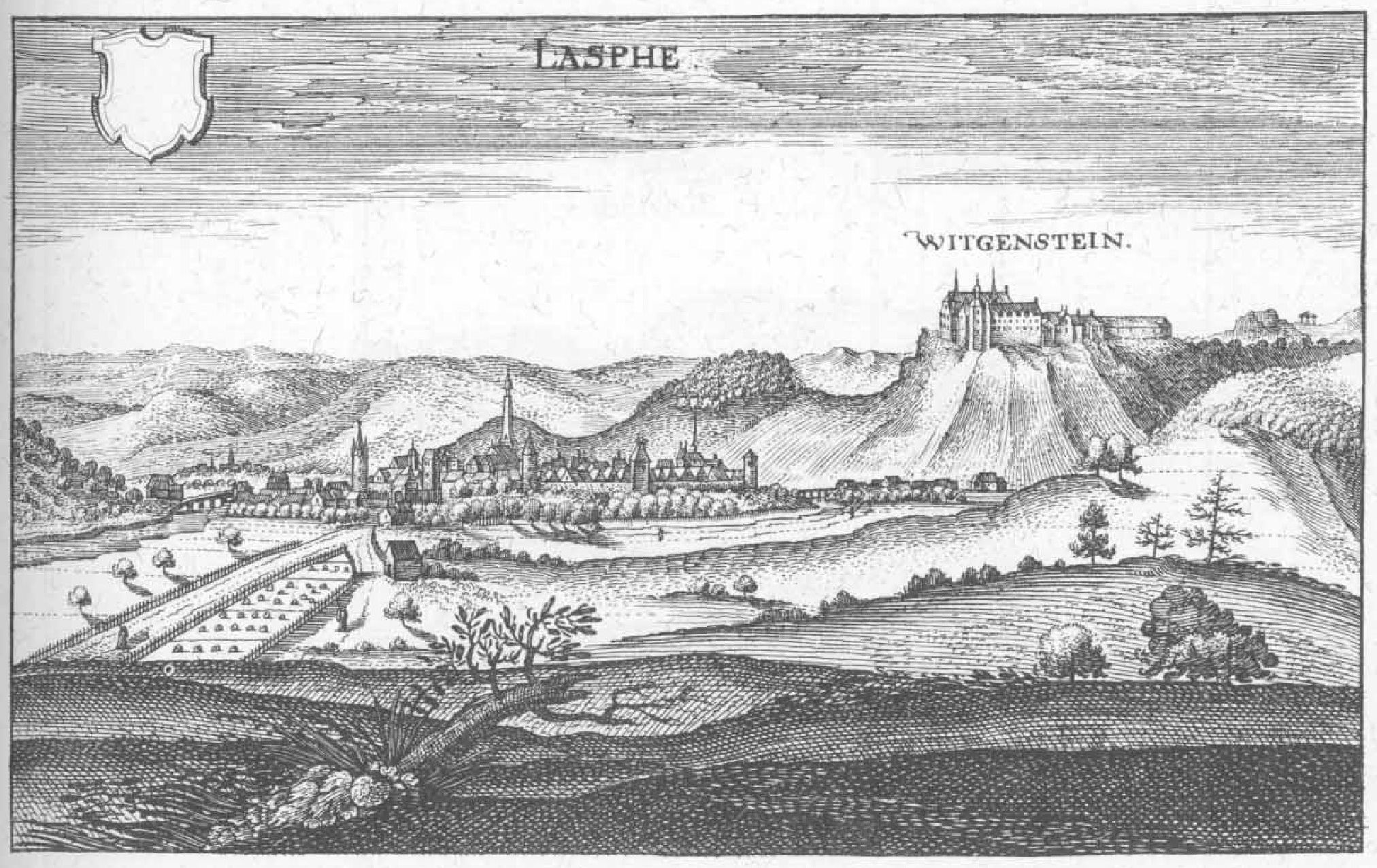
Ласфе в 1655 году

Бад-Ласфе (нем. Bad Laasphe) — город в Германии, в земле Северный Рейн-Вестфалия. Подчинён административному округу Арнсберг. Входит в состав района Зиген-Виттгенштайн.  Население составляет 13 159 человека (на 31 декабря 2023 года). Занимает площадь 135,95 км². Официальный код  —  05 9 70 028. 
Расположен на границе с Гессеном, в верховьях реки Лан. Первое упоминание относится к 780 году. В средние века этот населённый пункт являлся резиденция графов Виттгенштайнов, чей замок Виттгенштайн и по сей день возвышается над городом. Laasphe является официально признанным бальнеолечебным курортом с 1984 года.
Город в его нынешнем виде как крупный муниципалитет был создан в 1975 году в рамках территориальной административной реформы в Северном Рейне-Вестфалии.

## География

### Географическое положение
Город Бад-Ласфе расположен в долине Верхнего Лана в бывшем района Виттгенштайн. Городская территория расположена к юго-востоку от главного хребта Ротхаргебирге и является частью Рейнских Сланцевых гор. Граничит с городом Бад-Берлебург и коммуной Эрндтебрюкк на севере, с городом Биденкопф в земле Гессен на востоке, с Брайденбахом на юго-востоке, с Дитцхёльцталем на юге и с городом Нетфен на западе.

### Поселения
В состав города, кроме его центральной части, входят следующие 27 отдельных поселений поселкового, сельского и хуторского типов:
Амалиенхютте, Амтсхаузен, Банфе, Бермерсхаузен, Бернсхаузен, Вайде, Вельшендехой, Гербертсхаузен, Глассхютте, Гроссенбах, Зассманнсхаузен, Золь, Кунст Виттгенштайн, Ласферхютте, Линденфельд, Нидерласфе, Оберндорф, Пудербах, Рюккерсхаузен, Рюпперсхаузен, Фишельбах, Фойдинген, Фолькхольц, Хайлигенборн, Хессельбах, Хольцхаузен, Штайнбах.
| Год  | Население |
| ---- | --------- |
| 1995 | 15 582    |
| 2000 | 15 494    |
| 2005 | 15 165    |
| 2010 | 14 510    |

## История
Название города происходит от слова «Лассаффа» (Lassaffa), что означает «лососевая вода» или «лососевые воды» и, вероятно, происходит из кельтского языка. Ручей под названием Ласфе, левый приток Лана, до сих пор протекает через город.

## Экономика
- Пивной завод Bosch

## Культура и достопримечательности

### Общий обзор

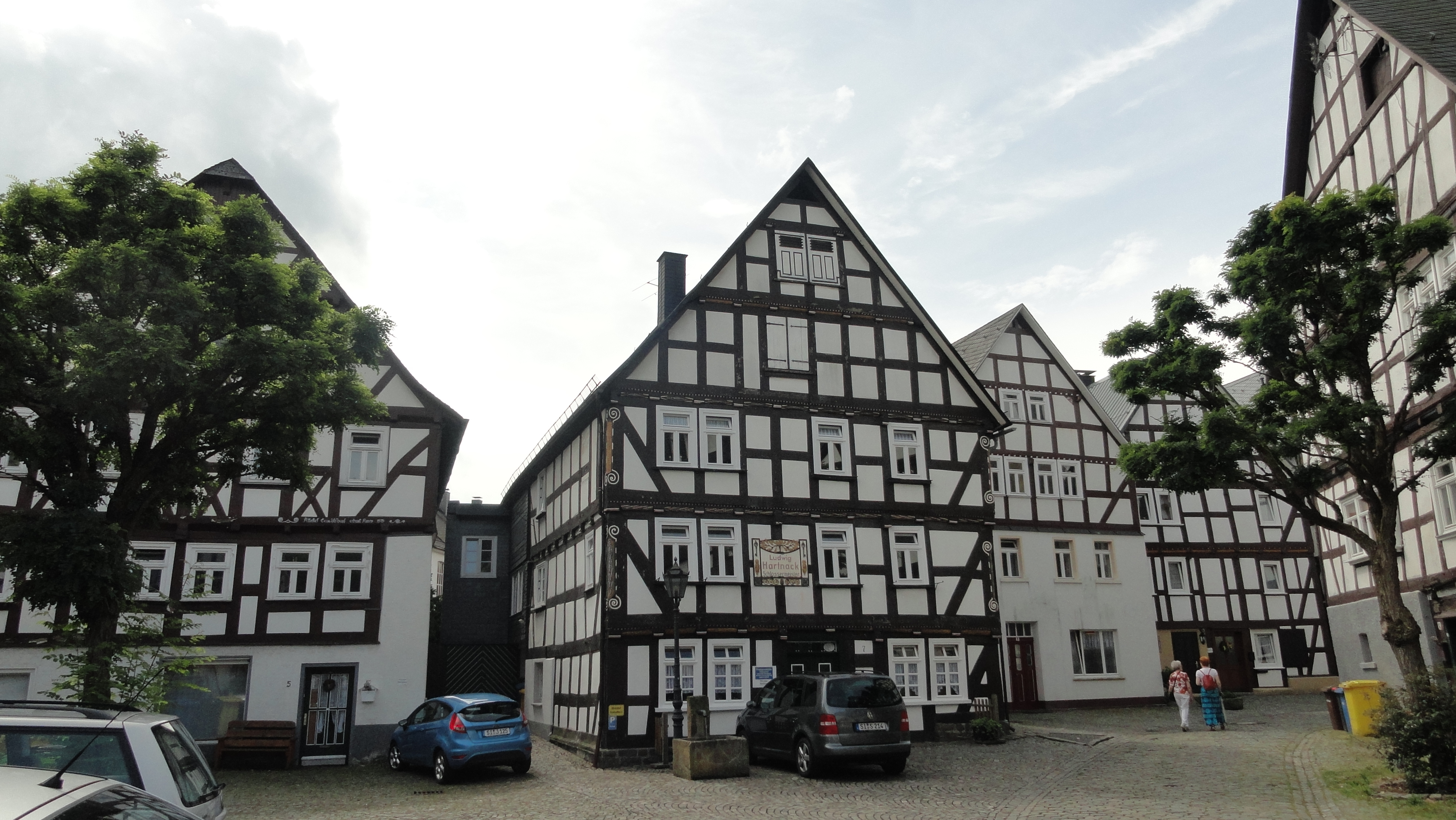
В центре Старого города

Бад-Ласфе располагает множеством достопримечательностей, среди которых выделяются такие, как почти полностью сохранившийся исторический старый город с его фахверковыми домами, сплошной брусчаткой, старым городским фонтаном и фрагментами старой городской стены. Город является членом Рабочей группы по историческим центрам городов земли Северный Рейн-Вестфалия.
Через территорию города проходит важный межрегиональный туристский маркированный переходный маршрут Ротхарштайг, созданный в 2001 году. Также организовано множество тематических пешеходных маршрутов, таких как «Пивная тропинка Ласфе», «Тропа мифов и легенд», «Тропа приключений человека и собаки» или «Сказочная тропа Маленького Ротхаара».
Разработкой и реализацией туристских маршрутов занимается местная организация «Na(h)türlich Bad Laasphe»

### Музеи
«Музей грибной науки» с более чем 1000 экспонатов сублимированных грибов и «Международный музей радио Ганса Неккера» с обширной коллекцией исторического оборудования и раритетов из истории радио являются уникальными в Германии. Рядом с Амалиенхютте находится промышленный музей. Краеведческий музей долины Банфе и Краеведческий музей долины Верхнего Лана представляют местную историю поселений Банфе и Фойдингена соответственно.

## Личности

### Сыновья и дочери города
- Иоганнес Бонемильх (около 1434–1510) — профессор университета и викарный епископ в архиепархии Майнца с резиденцией в Эрфурте. Весной 1507 года рукоположил Мартина Лютера в священники в Эрфуртском соборе.
- Georg III (Виттгенштайн) (1491-1558) — принц Виттгенштайна, деятель католической церкви Кёльнского курфюршества.